# 紙屋敦之
紙屋 敦之（かみや のぶゆき、1946年6月24日 - 2019年）は、日本の歴史学者。文学博士、早稲田大学名誉教授。専門は日本近世史。特に日琉関係史を長年研究し、島津氏と琉球の関係から明清中国へ視野を広げ、「東アジア」の枠組みで歴史的変遷の論理を組み立てた。その他、梅北一揆の研究でも知られる。

## 経歴
鹿児島県薩摩川内市出身。1965年3月鹿児島県立甲南高等学校卒業。同年4月早稲田大学教育学部入学、1969年3月卒業。
1969年4月早稲田大学大学院文学研究科修士課程に進学し1972年3月修了。大学院では北島正元に師事し、深谷克己は同門。1974年4月早稲田大学大学院文学研究科博士課程に進学し、1981年3月に単位取得満期退学。在学中の1975年に論文「梅北一揆の歴史的意義─朝鮮出兵時における一反乱─」が専門誌『日本史研究』に掲載され、学界に知られるようになる。また、沖縄返還という現実の影響で、日本と琉球の関係史の研究を志向するようになる。1991年6月に論文「幕藩制国家の琉球支配」によって早稲田大学から文学博士取得。
1987年4月から福岡大学人文学部助教授を務め、1992年4月早稲田大学第一文学部・第二文学部助教授に転じ、翌1993年早稲田大学第一文学部・第二文学部教授に昇任。2004年の組織整備に伴い、早稲田大学文学学術院教授。教授職の間、早稲田大学学生部長（1998年2月～2002年11月）、早稲田大学図書館長(2002年11月～2006年9月)、早稲田大学系属早稲田中学校・高等学校校長（2007年4月～2011年3月）、早稲田大学理事（2010年11月～2014年11月）、早稲田大学平山郁夫記念ボランティアセンター所長（2010年11月～2014年11月）、早稲田大学系属早稲田高等学校理事長（2010年11月～2014年11月）、早稲田大学系属早稲田渋谷シンガポール校理事長（2010年11月～2014年11月）などを歴任。その他2003年4月から2年間、大学入試センター日本史部会委員・部会長を務めた。
2017年に早稲田大学教授を定年退職し、名誉教授。その2年後に逝去。

## 著書

### 単著
- 『幕藩制国家の琉球支配』（校倉書房 1990年）
- 『大君外交と東アジア』（吉川弘文館 1997年　ISBN　9784642033367。オンデマンド版 2021年　ISBN　9784642733366）
- 『琉球と日本・中国』（山川出版社・日本史リブレット 2003年）
- 『歴史のはざまを読む 薩摩と琉球』榕樹書林 がじゅまるブックス 2009
- 『東アジアのなかの琉球と薩摩藩』校倉書房 歴史科学叢書 2013
- 『梅北一揆の研究』南方新社 2017

### 共著
- 『日本の近世 地域と文化』斎藤善之ほか（梓出版社 1995年）

### 編著
- 『展望日本歴史14 海禁と鎖国』木村直也共編（東京堂出版 2002年）